# إدغار ساليس
إدغار ساليس هو لاعب هوكي الجليد سويسري، ولد في 20 مايو 1970 في خور في سويسرا.

## وصلات خارجية
- إدغار ساليس على موقع EliteProspects.com (الإنجليزية)
- إدغار ساليس على موقع Eurohockey.com (الإنجليزية)
- إدغار ساليس على موقع HockeyDB.com (الإنجليزية)
- إدغار ساليس على موقع أوليمبيديا (الإنجليزية)